# Dwight E. Adams
Dwight E. Adams (Pecos, 2 de febrer de 1955) és un destacat científic forense. Rebé una B.S. de biologia a la University of Central Oklahoma el 1977. Després va passar a estudiar biologia i microbiologia i va rebre un MS de biologia de la Universitat Estatal d'Illinois el 1979 i un Ph.D. en botànica de la Universitat d'Oklahoma el 1982.